# Edward Wiesiołek
Edward Wiesiołek (ur. 9 maja 1929 w Serokach, zm. 22 kwietnia 2016) – polski rolnik i działacz ruchu ludowego, poseł na Sejm PRL VI kadencji.

## Życiorys
Uzyskał wykształcenie podstawowe. Pracował we własnym gospodarstwie rolnym w Leżenicy. W 1952 wstąpił do Zjednoczonego Stronnictwa Ludowego, w którym był prezesem koła w Leżenicy-Kolonii oraz wiceprezesem Gminnego Komitetu w Szydłowie. W 1955 zasiadł w Gromadzkim Komitecie Frontu Jedności Narodu i w prezydium Gromadzkiej Rady Narodowej w Szydłowie. Pełnił również funkcje sołtysa Leżenicy i sekretarza w miejscowym Kółku Rolniczym. W 1972 uzyskał mandat posła na Sejm PRL w okręgu Szczecinek. Zasiadał w Komisji Rolnictwa i Przemysłu Spożywczego. W okresie III RP był działaczem Polskiego Stronnictwa Ludowego.
Został pochowany na cmentarzu komunalnym w Leżenicy.

## Odznaczenia
- Srebrny Krzyż Zasługi (1968)
- Medal za Długoletnie Pożycie Małżeńskie (2000)[3]
- Odznaka honorowa „Za Zasługi w Rozwoju Województwa Koszalińskiego” (1967)
- Odznaka 1000-lecia Państwa Polskiego (1966)